# 7881 Schieferdecker
7881 Schieferdecker este un asteroid din centura principală de asteroizi.

## Descriere
7881 Schieferdecker este un asteroid din centura principală de asteroizi. A fost descoperit pe 2 septembrie 1992 la Observatorul La Silla de Eric Walter Elst. Asteroidul prezintă o orbită caracterizată de o semiaxă mare de 2,93 ua, o excentricitate de 0,12 și o înclinație de 2,8° în raport cu ecliptica.